# Реккополис
Реккополис (Рекополис; лат. Reccopolis, исп. Recópolis) — одна из столиц Вестготского королевства в Испании и один из немногих городов, основанных в Западной Европе в Тёмные века. Его предполагаемые руины расположены близ деревни Сорита-де-лос-Канес в провинции Гвадалахара.
Реккополис заложил в 578 году король вестготов Леовигильд. Назван он был в честь его сына и соправителя Реккареда I, и был призван служить его резиденцией. Место было выбрано в глубине полуострова, вне пределов досягаемости византийского флота. На территории города обнаружены не только вестготские, но также свевские, меровингские и византийские монеты.
Строители города следовали византийским образцам. В центре верхнего города высился двухэтажный королевский дворец с арианской базиликой. Ниже его на территории в 30 га расстилались жилые и торговые кварталы с рынками и монетным двором. Имелся акведук. Город был окружён стенами с башнями через каждые 30 метров.
Строительство Реккополиса было вызвано исключительно политическими соображениями, о которых источники не распространяются. У города не было собственной экономической базы и епископии. После арабского завоевания запустел, в IX или в X веке население перебралось в соседнюю Сориту. Археологи обнаружили следы пожаров, однако точные обстоятельства гибели Реккополиса остаются неизвестными.
Несмотря на то, что отождествление обширных руин близ Сориты с вестготским Реккополисом не более чем догадка, испанское правительство провозгласило эту территорию археологическим парком «Рекополис». Систематическое исследование началось в 1940-е годы.